# Шёнер, Иоганн
Иоганн Шёнер (нем. Johannes Schöner; 16 января 1477, Карлштадт — 16 января 1547, Нюрнберг) — немецкий учёный, оставивший след во многих областях. Он был священником, астрономом, астрологом, географом, космографом, картографом, математиком, изготовителем глобусов и научных инструментов, редактором и издателем научных книг. Шёнер сыграл большую роль в публикации знаменитой книги Коперника «Об обращении небесных сфер» в Нюрнберге в 1543 году.
Именем Шёнера назван кратер на Марсе.

## Биография

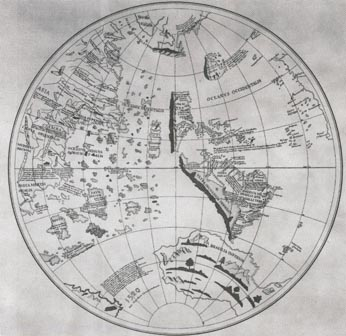
Карта глобуса

Изучал теологию в Эрфуртском университете, затем принял сан католического священника и работал в Бамберге. Там у себя дома он разместил печатный магазин, распространял астрологическую литературу. Шёнер известен как создатель глобусов (и небесных и земных), в том числе первого земного глобуса с изображением нового открытого континента - Америки. Сам глобус Шёнера находится в Нюрнбергской городской библиотеке. С 1526 года, с момента открытия Меланхтоновской гимназии в Нюрнберге, Шёнер стал там преподавателем математики и оставался на этой должности в течение 20 лет. Он принял лютеранство и 7 августа 1527 году женился на Анне Целерин. Среди заслуг Шёнера - издание астрологических и астрономических трудов Георга фон Пурбаха, Бернхарда Вальтера (1430 - 1504), Иоганна Региомонтана и Николая Коперника. Кроме того, он выпустил эфемериды и вечные планетные таблицы, а также большой учебник по астрологии «De judiciis nativitatum» (1545). Обе эти книги вышли с предисловием Меланхтона. В своем учебнике Шёнер убедительно доказывал, что астрология полностью совместима с астрономической системой Коперника. Он также написал ряд других работ по астрологии, астрономии, хронологии и математике.
Шёнер сыграл значительную роль в публикации знаменитой книги Коперника «О вращении небесных сфер» в Нюрнберге в 1543 году.

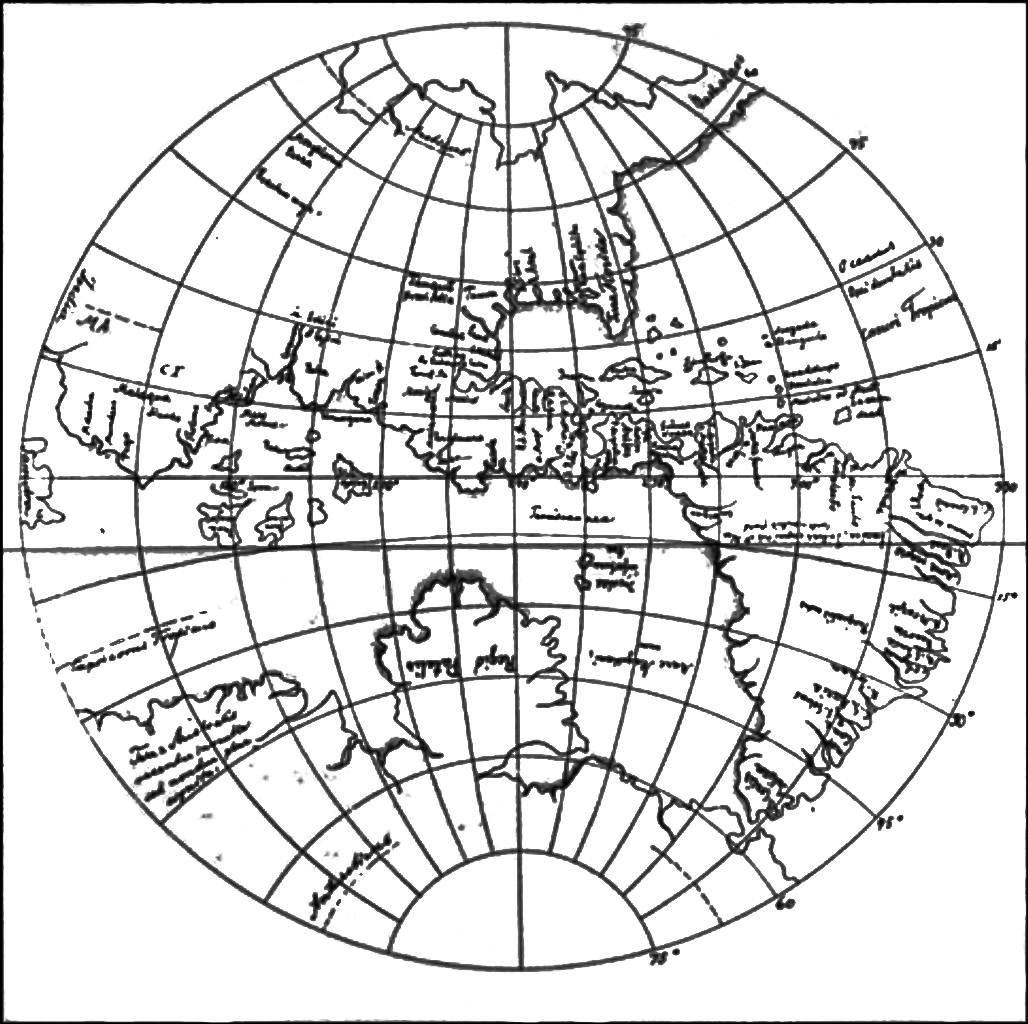
Веймарский глобус Шёнера. Америка и дальний восток соединены

## Избранные произведения
- Horarii canones. - 1515

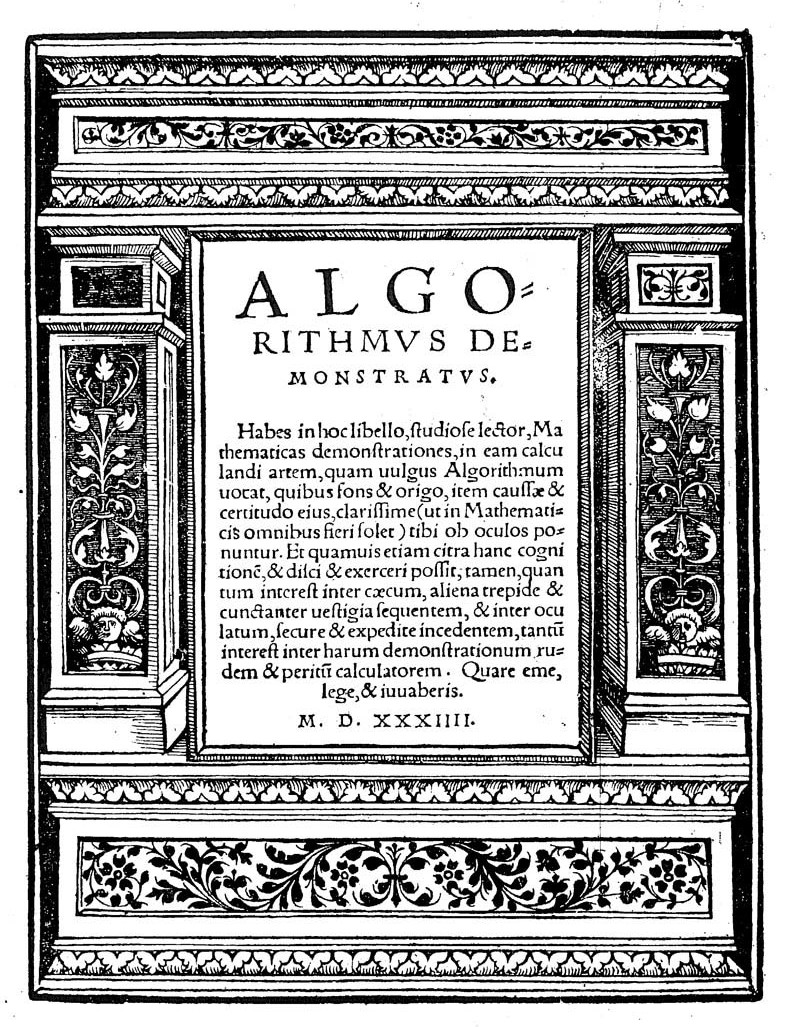
Algorithmus demonstratus, 1534

- Horoscopium generale, omni regioni accomodum. - Nuremburg, 1535
- Opus astrologicum etc. - Norimb., 1539
- De judiciis nativitatum etc. - Norimb., 1545
- Opusculum Astrologicum. / Transl. and edited by R. Hand. - Berkeley Springs, West Virginia: Golden Hind Press, 1994

## Глобусы Шонера
- Глобус Шёнера (1515), манускрипт, созданный в 1515 г. Магеланов пролив на этом глобусе был указан в его «официальном открытии». Пролив находится на 53-м градусе южной широты. На глобусе он показан на 40-й параллели.
- Глобус Шонера (1520), издаваемый глобус, созданный в 1520 г. На глобусе показан Антарктический континент, существование которого на то время не было доказано.
- Глобус Шонера (1523), издаваемый глобус, создан в 1523 г. Его существование было доказано в 1927 г.
- Веймеривский глобус Шонера (1533), созданный в 1533 г. На нем показана Северная Америка, как часть Азии, а также показана Антарктика.